# Machy
Machy jsou přírodní rezervace v katastrálním území obce Liptovská Kokava v okrese Liptovský Mikuláš v Žilinském kraji na Slovensku. Území bylo vyhlášeno v roce 1965 a jeho rozloha je 25,61 hektaru. Předmětem ochrany jsou rašeliništní společenstva fluvioglaciálních plošin, které se na Slovensku vyskytují pouze v oblasti Horní Oravy.